# Denis Parmentier
Denis Parmentier est un peintre de fleurs et de fruits français, né à Paris en 1612, et mort dans la même ville le 2 août 1672.

## Biographie
Peu informations sur sa carrière sont connues.
Denis Parmentier a été reçu à l'Académie royale de peinture et de sculpture le 28 avril 1663 et confirmé le 4 janvier 1665.